# (73683) 1990 RV3
(73683) 1990 RV3 – planetoida z pasa głównego asteroid okrążająca Słońce w ciągu 4,1 lat w średniej odległości 2,56 j.a. Odkryta 14 września 1990 roku.